# 예후다 레비
예후다 레비(1979년 6월 29일 ~ )는 이스라엘의 배우이다.

## 출연 작품
- 뮌헨 - 텔아비브 공항 군인 역
- 더 원더스
- 요시와 자거 - 자거 역